# Liga MX
Liga MX är den högsta divisionen i mexikansk herrfotboll. Då dess huvudsponsor är BBVA Bancomer är seriens officiella namn för närvarande Liga BBVA MX.

## Format
Fram till 2011 var ligan uppdelad i tre grupper, men från och med 2012 består den av arton lag som spelar enkelmöten. Till skillnad från det normala europeiska formatet med en årlig serie, spelas Liga MX två gånger per år, i de så kallade Apertura- (från juli till december) och Clausura-mästerskapen (från januari till maj.) Varje mästerskap avslutas med att de åtta bästa lagen genom ett slutspel kallat liguilla (lilla ligan) gör upp om mästartiteln. Varje år, efter att Clausura-mästerskapet avgjorts, flyttas det lag som haft sämst sammantaget poängsnitt över de tre senaste säsongerna ner till Ascenso MX.

## Mästare
De två mest framgångsrika klubbarna i seriens historia är América (14 titlar) och Guadalajara (12 titlar). Regerande mästare är América, som vann Apertura 2023.